# Державний лад Великої Британії
Політична структура Великої Британії заснована на принципі унітарної держави, де-факто федеративної держави , конституційної монархії. Її система уряду (знана як Вестмінстерська система) прийнята і в інших державах Співдружності, таких як Канада, Індія, Австралія, Нова Зеландія, Сінгапур, Малайзія та Ямайка.
Британська Конституція не кодифікована і має як письмові, так і неписьмові джерела. До перших належать Акти Парламенту, а також судові рішення. Другі іменуються конституційними звичаями (конвенціями).
Голова держави та джерело виконавчої, судової та законодавчої влади в Сполученому Королівстві Великої Британії та Північної Ірландії — британський монарх, нині — король Чарльз III  За конвенцією монарх призначає лідера партії, що має більшість у Палаті громад, прем'єр-міністром, хоча теоретично має право затвердити на цей пост будь-якого британського громадянина, навіть парламентарія або члена Палати лордів. Однак де-факто Король виконує лише церемоніальні-представницькі  та не має реальної влади є конституційним монархом . Король номінально  дає королівську згоду на біллі парламенту, при цьому формально має право відмовити (останній випадок був 11 березня 1708). Монарх може також розпустити парламент за порадою прем'єр-міністра (не спостерігається на практиці), але де-юре має владу розпустити парламент з власної волі, без згоди прем'єра. Інші королівські повноваження, звані королівськими прерогативами (призначати міністрів, оголошувати війну), що належать виконавчій владі, здійснюються від імені Корони прем'єр-міністром та Кабінетом міністрів. Роль Монарха в публічній політиці обмежена церемоніальними функціями.
Монарх щотижня зустрічається з прем'єр-міністром та іншими членами Кабінету. Фактичним політичним лідером Британії є Прем'єр-міністр, останнім часом —  Голова Лейбористської партії Кір Стармер. Носієм суверенітету є «Король в Парламенті».
Велика Британія є постійним членом Ради Безпеки ООН, членом Великої сімки (G7), Організації економічного співробітництва та розвитку.

## Конституція
У формі єдиного документа конституції не існує. Конституційне значення мають традиції, законодавчі акти Парламенту та судові прецеденти.

## Глава держави
Інститут президентства відсутній. Глава держави — Король, Його Величність Чарльз  ІІІ.
Глава держави — монарх (король). Король Карл ІІІ є 41-м англійським  монархом та 12-тим Британським монархом з часів Вільяма Завойовника (1066 р.) та , Королеви Королева Анна (1700-1714 роки) є шостим представником Віндзорської династії (1917- наш час ) на престолі Великої Британії Король вважається верховним носієм виконавчої влади, главою судової системи, верховним головнокомандувачем збройних сил, світським главою англіканської церкви, має формально-конституційне право скликати Парламент, розпускати Палату Громад, санкціонувати законопроєкти, схвалені Парламентом. Поза цим, всі основні прерогативи державної влади здійснюються Парламентом та Урядом.

## Законодавча влада
Парламент є незалежним законотворчим органом. Складається з двох палат.
Депутати Палати Громад обираються на 5 років за мажоритарною системою, відносною більшістю прямим і таємним голосуванням на основі загального виборчого права особами, яким виповнилося 18 років.
Спікер Палати Громад — Ліндсей Гойл (з 4 листопада 2019 року).
Палата Лордів складається з довічних перів (після проведення першого етапу конституційної реформи у листопаді 1999 року майже всі спадкові пери, за винятком спеціально обраних 92, були позбавлені права засідати у Палаті Лордів), спеціально обраних спадкових перів, лордів-суддів з апеляцій та «духовних лордів» — двох архієпископів та 24 єпископів Англіканської Церкви. Кількісний склад Палати Лордів може змінюватись за рахунок зміни кількості довічних перів, чия загальна чисельність не регулюється законодавством.
Спікер Палати Лордів — барон Норман Фаулер(з 1 вересня 2016 року).
В умовах відсутності конституції і за положенням «парламентського суверенітету» Парламент не зв'язаний раніше ухваленими рішеннями і може скасовувати акти конституційного значення. Британські суди позбавлені права переглядати або скасовувати акти Парламенту.

## Виконавча влада
Уряд країни, як правило, очолюється лідером партії, яка перемогла на виборах і має найбільшу кількість місць y Палаті Громад, складається з членів Кабінету, міністрів, що не входять до складу Кабінету, і молодших міністрів (всього налічується близько 100 осіб). Прем'єр-міністр одноосібно формує склад Уряду та визначає, хто з міністрів входить до складу Кабінету.
З 2024 року посаду прем'єр-міністра займає Кір Стармер .

## Судова влада
Судова колегія Палати Лордів (найвища апеляційна інстанція у цивільних справах по всій країні, у кримінальних справах — в Англії, Уельсі та Північній Ірландії), Верховні Суди Англії, Уельсу та Північної Ірландії, Шотландський Сесійний та Верховний Суд

## Ключові політичні партії та їх лідери
- Лейбористська партія. Створена в 1890 році. Налічує близько 200 тис. членів. Лідер партії — Кір Стармер (з квітня 2020)[1].
- Консервативна партія. Дата заснування — 1671 рік. (партія «Торі»), як Консервативна партія існує з 1830 року. Налічує близько 290 тис. членів.В.О  Лідера партії —  Ріші Сунак.
- Ліберально-демократична партія. Сформована в березні 1988 року шляхом об'єднання ліберальної та соціал-демократичної партій. Налічує близько 70 тис. членів. Лідер — Ед Дейві та Марк Пак.

## Міжнародний статус країни
Міжнародний статус країни з моменту ухвалення у 1931 році Вестмінстерського статуту Велика Британія в особі свого монарха стала вважатись головою Британської Співдружності Націй, нині — Співдружності (The Commonwealth), до складу якої входять 53 держави, які отримали незалежність в результаті деколонізації, або мають традиційно тісні відносини з іншими країнами Співдружності. Під контролем Великої Британії продовжують залишатися 13 заморських територій.
Велика Британія — одна з країн-засновників ООН та постійний член Ради Безпеки, з 1949 року — член НАТО; з 1973 — член Європейського Союзу.